# زمان‌لی
زمان‌لی (به لاتین: Zamanlı) یک منطقه مسکونی در جمهوری آذربایجان است که در شهرستان گدابیگ واقع شده است.